# Pomnik Poległych w Powstaniu Poznańskim
Pomnik Poległych w Powstaniu Poznańskim – pomnik osób poległych w trakcie poznańskiego Czerwca w dniach 28-30 czerwca 1956, zlokalizowany na narożniku ulicy Kochanowskiego i ulicy J.H.Dąbrowskiego w Poznaniu (Jeżyce).

## Charakterystyka
Założenie pomnikowe składa się z głazu narzutowego z pełnoplastyczną rzeźbą orła w locie na szczycie i tablic pamiątkowych. Jedna z nich głosi: Tu walczyli i ginęli w czerwcu 1956 roku bohaterscy uczestnicy robotniczego protestu za wolność, pracę i chleb. Niech pamięć o nich trwa w nas. Klub Pamięci Niepokonani 28 czerwca 1990. Na pozostałych tablicach wymieniono wszystkich poległych z imienia, nazwiska i wieku w dniu śmierci. Całość spinają masywne mury z kostek granitowych i wprowadzone w nie ciągi schodów.
Głaz jest granitowy, a poszczególne płyty granitowe oraz brązowe. Autorem projektu był Józef Petruk, a inicjatorem powstania Związek Kombatantów i Uczestników Powstania Poznańskiego Czerwca 1956 r. Odsłonięcie nastąpiło 23 października 1996. 26 czerwca 2001 tablice skradziono (potem zostały przywrócone i monument ponownie odsłonięto 2 czerwca 2002). Sam głaz był natomiast odsłonięty wcześniej – 28 czerwca 1990.